# Большой Изяк
Большой Изяк (баш. Оло Эҙәк) — река в России, протекает в Фёдоровском районе Республики Башкортостан и Шарлыкском районе Оренбургской области. Истоком реки выступает пруд, образованный реками Изяк и Ильиновка. Является правобережным притоком реки Дёмы, её устье находится в 496 километрах от устья реки Дёмы. Длина реки составляет 58 км. Населённые пункты у реки: Новониколаевка, Старониколаевка, Покровка, Изяк-Никитино, Ванюшино, Путятино, Серединовка, Добрый, Подгорный.
Высота устья — 195 м над уровнем моря. Высота истока — 273 м над уровнем моря. Площадь водосборного бассейна — 373 км².
Как и наименование реки Изяк — притока Уфы в Башкортостане, гидроним, возможно, восходит к башкирскому узэк «ложбина».

## Данные водного реестра
По данным государственного водного реестра России относится к Камскому бассейновому округу, водохозяйственный участок реки — Дёмы от истока до водомерного поста у деревни Бочкарёва, речной подбассейн реки — Белая. Речной бассейн реки — Кама.
Код объекта в государственном водном реестре — 10010201312111100024151.

## Топографические карты
- Лист карты N-40-99. Масштаб: 1 : 100 000. Состояние местности на 1992 год. Издание 1997 г. —